# Árboles y arboledas singulares de Aragón
Los árboles y arboledas singulares de Aragón son una serie de ejemplares de árboles o formaciones vegetales de la comunidad autónoma de Aragón (España) que disfrutan de una protección especial a causa de tener una serie de características que les otorgan un alto valor como patrimonio natural. Estas características pueden estar relacionadas con su edad, tamaño, forma, particularidades científicas, rareza o especial interés científico, social, histórico o cultural. Estos árboles se pueden encontrar en las provincias de Huesca, Zaragoza y Teruel. Entre ellos se encuentra la encina de Lecina, que ha recibido otros reconocimientos, puesto que fue elegida «Árbol del Año en España» en 2020 y «Árbol Europeo del Año» en 2021.

## Legislación
El Gobierno de Aragón, en el decreto 27/2015, reguló el catálogo de los árboles y arboledas singulares de la comunidad autónoma. En él, entre otros aspectos, se definen las figuras de árbol singular y arboleda singular; se establece el procedimiento necesario para la declaración y para la exclusión de ejemplares en el catálogo y se fijan los efectos que tiene la inclusión de un árbol o arboleda en el mencionado catálogo, entre los que destaca su régimen de protección, ayudas o acceso público.

### Inventario de árboles sobresalientes
Entre los aspectos regulados por el decreto, se asocia al catálogo de árboles y arboledas singulares de Aragón con una base de datos más amplia, ahora denominada árboles y arboledas sobresalientes de Aragón. Esta base de datos fue creada en 2012 y consta de unos 300 árboles o arboledas. Todos ellos son susceptibles de ser en algún momento incorporados al catálogo de árboles o arboledas singulares.

## Catálogo de árboles singulares
Los árboles incluidos en el catálogo son los siguientes:
| Nombre                                          | Municipio             | Provincia | Especie                  | Coordenadas                                                 | Motivo singularidad                                                                                                | Imagen |
| ----------------------------------------------- | --------------------- | --------- | ------------------------ | ----------------------------------------------------------- | --- | ------ |
| Abeto de los Tres Quiñones                      | Panticosa             | Huesca    | Abies alba               | 42°43′52″N 0°18′11″O / 42.7311593697876, -0.303053746746269 | Gran altura y perímetro, ubicación en una zona sobre ha conseguido sobrevivir ante los desprendimientos y nevadas. |        |
| Haya de la Caseta de Pascual                    | Valle de Hecho        | Huesca    | Fagus sylvatica          | 42°49′59″N 0°42′41″O / 42.8329493803886, -0.71130579326932  | Longevidad, belleza, acompaña una antigua caseta.                                                                  |        |
| Encina de Lecina                                | Bárcabo               | Huesca    | Quercus ilex             | 42°13′47″N 0°02′18″E / 42.2297328883985, 0.0383729308883297 | Longevidad, morfología, dimensiones, belleza, leyendas sobre ella.                                                 |        |
| Tilo de Benasque                                | Benasque              | Huesca    | Tilia platyphyllos       |                                                             | Protagonismo en las fiestas, ubicación en la plaza del ayuntamiento, dimensiones, belleza.                         |        |
| Caixigo Torrentillo                             | Lascuarre             | Huesca    | Quercus cerrioides       |                                                             | Valor ecológico, ubicación, dimensiones, belleza.                                                                  |        |
| Pino de la Valdenavarro                         | Zuera                 | Zaragoza  | Pinus halepensis         | 41°54′57.91″N 00°56′32.43″O / 41.9160861, -0.9423417        | Sobreviviente a incendios forestales, envergadura, ubicación.                                                      |        |
| Enebro de Sabiñán                               | Sabiñán               | Zaragoza  | Juniperus oxycedrus      | 41°27′16″N 1°35′46″O / 41.4545510780583, -1.59615648080386  | Belleza, edad. |        |
| Sabina de Villamayor                            | Villamayor de Gállego | Zaragoza  | Juniperus thurifera      | 41°42′16″N 0°43′29″O / 41.7043808360719, -0.724691266697963 | Edad (estimada en unos 2000 años).                                                                                 |        |
| Quejigo de la Casa de la Vega                   | Embid de Ariza        | Zaragoza  | Quercus faginea          | 41°21′05″N 1°57′50″O / 41.3513241969542, -1.96401791254837  | Rareza, edad y leyendas sobre él.                                                                                  |        |
| Secuoya de la Torre de Nuestra Señora del Pilar | Daroca                | Zaragoza  | Sequoiadendron giganteum | 41°05′51″N 1°24′19″O / 41.0974126370836, -1.40524534900864  | Rareza, tamaño. |        |
| Pinsapo de la Torre de Nuestra Señora del Pilar | Daroca                | Zaragoza  | Abies pinsapo            |                                                             | |        |
| Cedro de la Torre de Nuestra Señora del Pilar   | Daroca                | Zaragoza  | Cedrus libani            |                                                             | |        |
| Chopo cabecero del Remolinar                    | Aguilar del Alfambra  | Teruel    | Populus nigra            | 40°35′50″N 1°09′55″O / 40.597126320763, -1.16521545391433   | Dimensiones, vigor de su copa, querido por los habitantes del municipio.                                           |        |
| Pino del Escobón                                | Linares de Mora       | Teruel    | Pinus nigra              | 40°20′25″N 0°34′21″O / 40.3402037417111, -0.572484630812402 | Tamaño, longevidad, belleza.                                                                                       |        |
| Carrasca de los Tolones                         | Peracense             | Teruel    | Quercus ilex             | 40°38′07″N 1°26′32″O / 40.635405549258, -1.44220124380162   | Ubicación, majestuosidad, longevidad, querido por los habitantes del municipio.                                    |        |
| Tejo del Barranco del Cuervo                    | Beceite               | Teruel    | Taxus baccata            | 40°49′24″N 0°16′24″E / 40.8234419862115, 0.273304337524096  | Valor ecológico, morfología, ubicación.                                                                            |        |
| Sabina de Blancas                               | Blancas               | Teruel    | Juniperus thurifera      |                                                             | |        |
| Alcornoque del Prado                            | Sestrica              | Zaragoza  | Quercus suber            |                                                             | |        |
| Sabimbre                                        | Cerveruela            | Zaragoza  | Salix alba               |                                                             | |        |

## Catálogo de arboledas singulares
Con respecto a las arboledas singulares incluidas en el catálogo, son:
| Nombre                                 | Municipio                             | Provincia | Coordenadas | Motivo singularidad | Imagen |
| -------------------------------------- | ------------------------------------- | --------- | ----------- | ------------------- | ------ |
| Pinar de Pino Moro                     | Valdelinares                          | Teruel    |             |                     |        |
| Pinar del pino salgareño en Valdiguara | Luesia                                | Zaragoza  |             |                     |        |
| Ribera de Chopo Cabecero               | Ababuj, Jorcas y Aguilar del Alfambra | Teruel    |             |                     |        |
| Hayedo de El Moncayo                   |                                       | Zaragoza  |             |                     |        |
| Pinsapar de Orcajo                     | Orcajo                                | Zaragoza  |             |                     |        |
| Sabinar de Olalla                      | Olalla                                | Teruel    |             |                     |        |